# Aleksandra Dawidowicz
Aleksandra Katarzyna Dawidowicz (Kalisz, 4 februari 1987) is een Pools mountainbikester, die haar vaderland tweemaal vertegenwoordigde bij de Olympische Spelen: in 2008 en 2012. Haar beste prestatie was de zevende plaats bij de olympische mountainbikerace in Londen (2012). In 2009 behaalde Dawidowicz de wereldtitel bij de belfoten (U23) op het onderdeel cross country.

## Erelijst

### Mountainbike
2005
- Europees kampioenschap, junioren

2008
- Wereldkampioenschappen, beloften
- 10e Olympische Spelen

2009
- Wereldkampioenschappen, beloften

2010
- 8e Europees kampioenschap

2012
- Jelenia Góra
- 7e Olympische Spelen